# IC 5138
IC 5138 је спирална галаксија у сазвјежђу Индијанац која се налази на листи објеката дубоког неба у Индекс каталогу.
Деклинација објекта је - 68° 57' 10" а ректасцензија 21h 53m 21,5s. Привидна величина (магнитуда) објекта IC 5138 износи 13,2 а фотографска магнитуда 14,0. IC 5138 је још познат и под ознакама ESO 75-34, PGC 67585.